# Chaams
De Chaams zijn een volk in de fictieve wereld van de stripserie Thorgal. Zij leven in het land van Qâ en waren het eerste volk die Varth ontmoette, en waaraan deze zich presenteerde als de god Ogotaï.
Oorspronkelijk waren de Chaams een kleine stam van vissers die aan de kust woonde. Onder leiding van Varth ontwikkelden zij zich tot een oorlogszuchtige stam die de stad Mayaxatl stichtten. Varth leerde de Chaams de kunst van oorlogsvoering, en onder zijn leiding overwonnen zij alle naburige volken. Alleen de Xinjins, een woestijnvolk, wisten de Chaams te weerstaan.